# Pontia sherpae
Pontia sherpae is een vlindersoort uit de familie van de Pieridae (witjes), onderfamilie Pierinae.
Pontia sherpae werd in 1979 beschreven door Epstein.